# Schieferdorfmuseum Schmiedebach

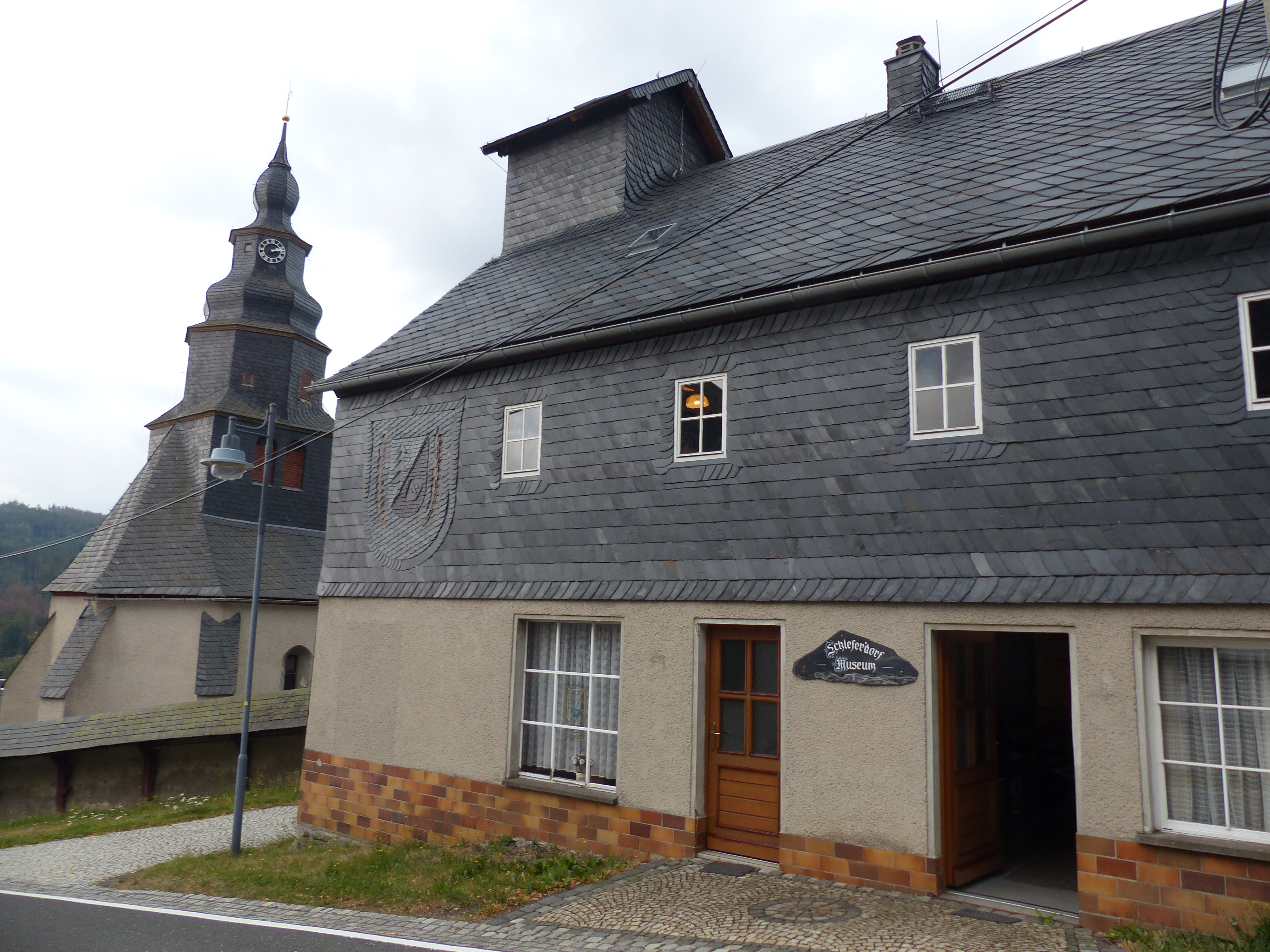
Museumsgebäude neben der Kirche

Das Schieferdorfmuseum Schmiedebach ist ein Heimatmuseum im thüringischen Schmiedebach.

## Lage
Das Museum befindet sich an der Hauptstraße, die durch das Dorf mit erheblicher Steigung führt. Die Straße führt im Süden u. a. in den Stadtkern von Lehsten. Die KZ-Gedenkstätte Laura und der Oertelbruch, zu denen das Museum auch Exponate bereithält, sind im Norden am Ortsende über eine Seitenstraße als Stichstraße erreichbar. Das Museum ist untergebracht in einem bereits 1575 erwähnten Brauhaus, welches später u. a. auch als Feuerwehrhaus diente. Es liegt in der Ortsmitte unmittelbar neben der Dorfkirche.

## Ausstellung
Das Museum präsentiert Objekte zur Ortsgeschichte anhand von Alltagsgegenständen und bäuerlichem sowie handwerklichem Gerät, dazu ein historisch eingerichtetes Klassenzimmer. Zu den Schwerpunkten des Museums gehören die Dokumentation des Lebens in der DDR und der jahrhundertealte Abbau und die Verarbeitung des Schiefers. Das Museum wird betreut von der Schieferdorfgemeinschaft Schmiedebach e. V., welche sich 2002 gründete. Besichtigungen und Vorführungen finden nach Absprache statt.